# Wojciech Bożek
Wojciech Stanisław Bożek (ur. 1 lutego 1961 w Gliwicach) – polski dyplomata specjalizujący się w problematyce świata arabskiego. Ambasador RP w Kuwejcie (2001–2005), chargé d'affaires en pied w Tanzanii (2007–2008) oraz ambasador w Libii (2010–2012) i w Libanie (2013–2017).

## Życiorys
Studiował handel zagraniczny na Akademii Ekonomicznej w Katowicach. Absolwent Moskiewskiego Instytutu Stosunków Międzynarodowych ze specjalizacją w dziedzinie krajów arabskich (1986) oraz studiów podyplomowych służby zagranicznej w Polskim Instytucie Spraw Międzynarodowych (1987). Od 1986 związany z Ministerstwem Spraw Zagranicznych.
Zawodowy dyplomata. Łącznie przepracował ponad 30 lat na placówkach w krajach arabskich oraz afrykańskich: w Egipcie, Zjednoczonych Emiratach Arabskich, Syrii, Kuwejcie, Tanzanii, Libii, Libanie.
Jako stażysta odbył praktyki zawodowe w Ambasadach w Kairze i Trypolisie. W latach 1991–1993 pracował jako II sekretarz Ambasady RP w Abu Zabi (w tym jako chargé d'affaires – organizator placówki). W latach 1993–1996 był kolejno II i I sekretarzem Ambasady RP w Damaszku (przez dwa lata kierował tą placówką jako chargé d'affaires). W latach 1997–1998 był naczelnikiem Wydziału Afryki i Bliskiego Wschodu w departamencie terytorialnym.
Od stycznia 2001 do lipca 2005 zajmował stanowisko ambasadora RP w Kuwejcie (dodatkowo akredytowanego w Bahrajnie).
Po powrocie do kraju, w latach 2005–2007, piastował stanowisko zastępcy dyrektora Departamentu Afryki i Bliskiego Wschodu MSZ. W tym też okresie uczestniczył jako koordynator w spotkaniach wyższych urzędników Procesu Barcelońskiego oraz zasiadał z ramienia Polski w Radzie Gubernatorów Eurośródziemnomorskiej Fundacji Dialogu Kultur im. Anny Lindh. 
Przez rok, od października 2007 do października 2008, pracował w Ambasadzie RP w Dar es Salaam jako jej kierownik (chargé d'affaires en pied) oraz likwidator. 1 lipca 2009 otrzymał stopień dyplomatyczny ambasadora tytularnego. Od 4 stycznia 2010 do 31 sierpnia 2012 pełnił obowiązki ambasadora w Libii, akredytowanym także w Nigrze i Czadzie. Jego misja przypadła na okres rewolucyjnych przemian w tym kraju, co spowodowało konieczność czasowego zamknięcia Ambasady RP (od 3 marca 2011) oraz ewakuacji. Kierował polską misją dyplomatyczną w powstańczej stolicy Libii – Bengazi. We wrześniu 2011 doprowadził do przywrócenia funkcjonowania Ambasady RP w Trypolisie. Od 2 września 2013 do 20 grudnia 2017 pełnił obowiązki ambasadora w Libanie. 
Od maja 2023 do marca 2024 pracował w Wydziale Współpracy Międzynarodowej Biura Szefa Urzędu do Spraw Cudzoziemców. Od 1 kwietnia 2024 – minister pełnomocny w Departamencie Afryki i Bliskiego Wschodu Ministerstwa Spraw Zagranicznych. 7 lutego 2025 objął kierownictwo Ambasady RP w Bagdadzie jako chargé d'affaires.
Wyróżniony odznaką honorową „Bene Merito” (2011), m.in. za zaangażowanie w operację ewakuacji obywateli polskich oraz UE z Libii.
Ojciec córki. Zna angielski, arabski, rosyjski oraz biernie francuski.